# ستيفان التاسع
البابا ستيفن التاسع ((باللاتينية: Stephanus IX)‏;  1020 – 29 آذار / مارس 1058) تولى الكرسي البابوي من 3 آب / أغسطس 1057 إلى وفاته في 1058.
ولد باسم فريدريك  وهو الأخ الأصغر لغودفري الثالث دوق اللورين السفلى، جزء من سلالة آردن-فردان التي لعبت دورا بارزا في الحياة السياسية في تلك الفترة خاصة علاقاتهم القوية مع دير القديس فان.